# Rio Novo (vattendrag i Brasilien, Roraima, lat 0,13, long -62,06)
Rio Novo är ett vattendrag i Brasilien.   Det ligger i delstaten Roraima, i den nordvästra delen av landet, 2 400 km nordväst om huvudstaden Brasília.
I omgivningarna runt Rio Novo växer i huvudsak städsegrön lövskog. Trakten runt Rio Novo är nära nog obefolkad, med mindre än två invånare per kvadratkilometer.